# スカイホール豊田

スカイホール豊田（スカイホールとよた）は、愛知県豊田市にある市立体育館。正式名称は豊田市総合体育館。

## 概要
それまでの豊田市体育館に代わる施設として2004年（平成16年）に建設がはじまり、2007年（平成19年）3月に完成した。主にバスケットボール、テニス、ハンドボールなどのスポーツ競技大会に利用されている。愛称は市民公募によるものでスはスポーツ、カはカー（自動車）、イは挙母（ころも）=衣のまちに由来している。

## 歴史
- 2004年（平成16年） - 旧・豊田市体育館に代わる施設として建設開始。
  - 現在スカイホール豊田のある場所は旧北グランドだった場所である。旧体育館は解体され、2010年（平成22年）10月に新・武道場となった（2008年（平成20年）1月頃までは旧体育館はほぼそのままだったため、新旧の体育館が並んでいる姿が見られた）。
- 2007年（平成19年）3月 - 完成。
  - 7月 - テニスフェドカップ2007ワールドグループ・プレーオフ開催。
  - 9月 - 男子北京五輪ハンドボールアジア予選を開催。
- 2008年（平成20年）11月 - ダンロップワールドチャレンジテニストーナメントの第1回開催。
- 2010年（平成22年）10月 - 豊田市武道館および豊田市総合体育館サブホールが竣工。

## 主な施設
- メインホール：3,600m2
  - バスケットボール・バレーボール：4面、ハンドボール：3面、バドミントン：20面
  - 収容人数：6500人、2F客席：3,470席、1F可動席：980席
- サブホール：1,745m2
  - バスケットボール・バレーボール：2面、ハンドボール：1面、バドミントン：10面
- 武道場
- 多目的ルーム
- スタジオ
- トレーニングルーム
- クライミングウォール
- ランニングコース
- 会議室

## 所在地
- 愛知県豊田市八幡町1-20

## 交通アクセス
- 名鉄三河線 豊田市駅下車、徒歩で約15分。
- 愛知環状鉄道・愛知環状鉄道線 新豊田駅下車、徒歩で約17分。
- とよたおいでんバス：中心市街地玄関口線 「豊田市福祉センター」行 「元城町3丁目」バス停下車、徒歩で約5分。
- 名鉄バス：古瀬間町行・中垣内行に乗車、「豊田本町」バス停下車、徒歩で約5分。
- とよたおいでんバス：下山・豊田線の大沼行に乗車、「豊田本町」バス停下車、徒歩で約5分。